# BeagleBoard

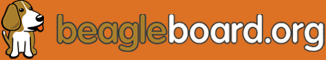
Logo von BeagleBoard.org

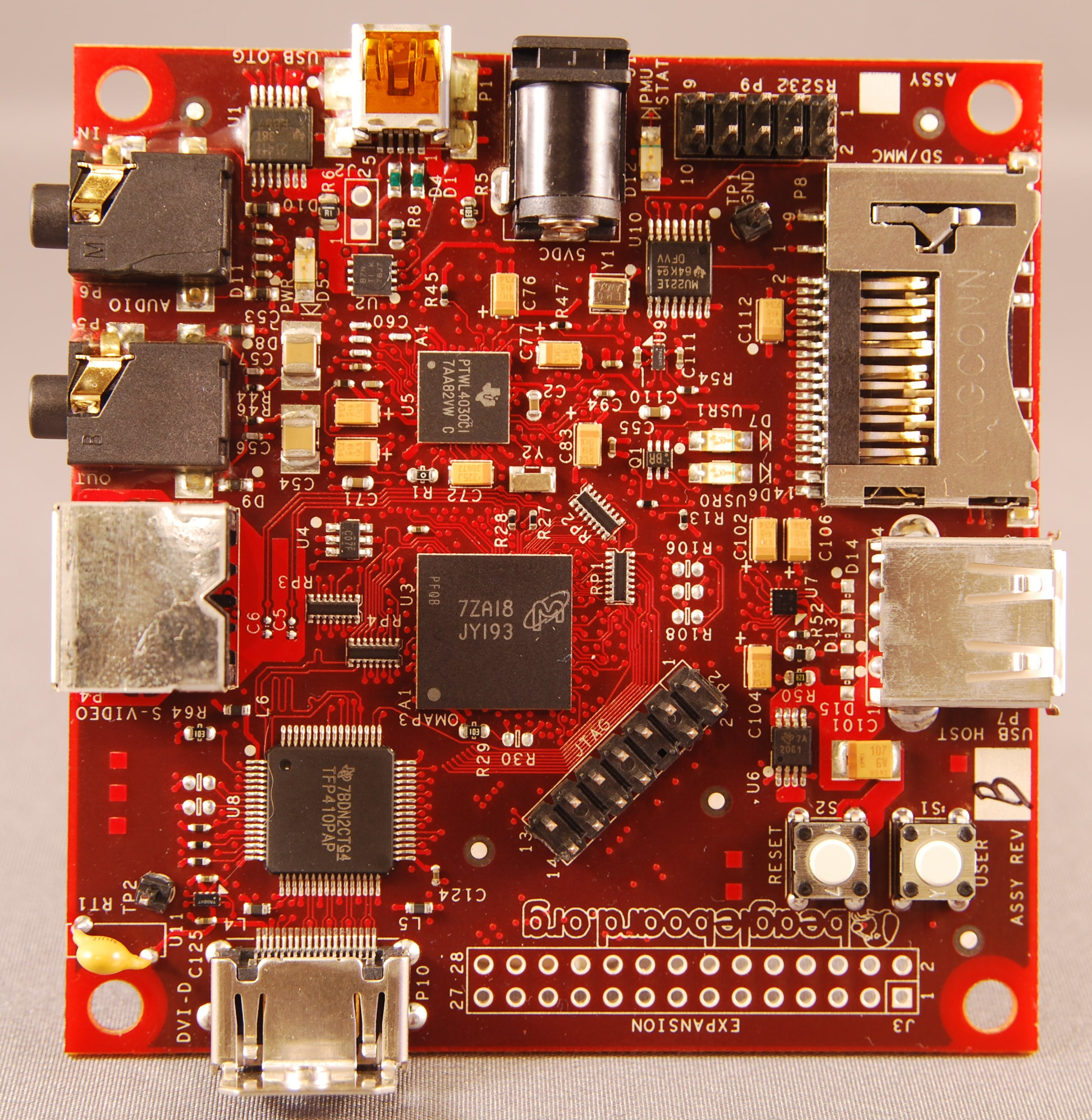
Beagleboard, Ansicht von oben.

Das BeagleBoard ist ein kostengünstiger Einplatinencomputer, der auf dem OMAP3530-SoC von Texas Instruments basiert. Das Hardware-Design ist frei. Es kann kostenlos heruntergeladen werden, wodurch es möglich ist, das Board selbst herzustellen. Bei seiner Vorstellung Mitte 2008 traf das BeagleBoard auf eine große Resonanz in den Medien.

## Hardware
Neben einem Arm Cortex-A8-Prozessor enthält das OMAP3-System-on-a-Chip auch einen TMS320C64x+-DSP und einen Grafikprozessor von PowerVR Technologies. Die Grafikausgabe erfolgt über HDMI oder S-Video. Weitere Anschlüsse sind USB, RS-232, SD-Card, JTAG sowie Stereoein- und -ausgabe. Das Board kann entweder über USB oder ein Netzteil mit 5 V gespeist werden. Aufgrund seines geringen Stromverbrauches benötigt es keine zusätzliche Kühlung. Es verfügt über 256 MB NAND-Flash-Speicher und 256 MB Arbeitsspeicher (die ersten Revisionen hatten lediglich 128 MB RAM). Es kann vom NAND-Speicher, von der SD-Card, über USB oder der seriellen Schnittstelle booten.

## Verfügbare Betriebssystem-Distributionen
Einige Linux-Distributionen sind bisher auf das BeagleBoard portiert worden, so unter anderem Ångström sowie Maemo. Dadurch eignet sich das BeagleBoard auch zur Entwicklung von Software für das Maemo-basierte Smartphone Nokia N900. Wegen der Portierung von OpenBSD auf die Armv7-Mikroprozessor-Architektur, kann es auf das BeagleBoard xM (c4), das BeagleBone, das BeagleBone Black, das PandaBoard und das PandaBoard ES installiert werden. Das Projekt OpenBSD/armv7 besteht seit 2013.

## Weiterentwicklung

### xM-Version

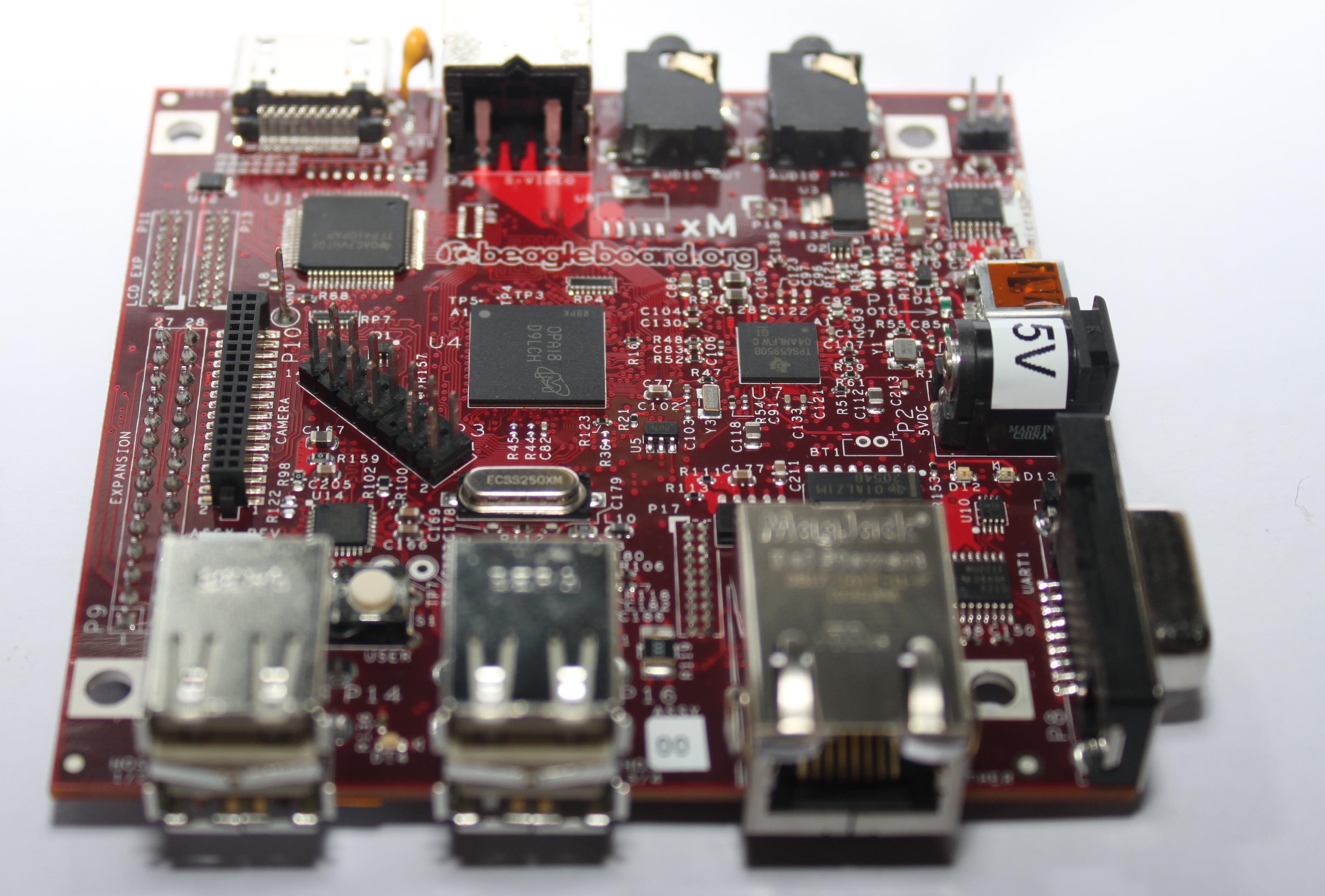
Beagleboard xM, Ansicht von oben.

Seit 2010 gibt es eine neue xM-Version des BeagleBoards mit unter anderem 512 MB Arbeitsspeicher, 4 × USB 2.0 und einer Ethernet-Schnittstelle.

### PandaBoard
Ende Oktober 2010 wurde das PandaBoard vorgestellt. Es beruht wie das BeagleBoard auf einer offengelegten Arm-Architektur, aber mit modernerer Hardware als die erste Version des BeagleBoards. So ist es zum Beispiel mit einem Zweikern-Prozessor (OMAP4460-SoC von Texas Instruments) mit 1 GHz ausgestattet, dazu gibt es 1 GB Arbeitsspeicher, drei Video-Ausgängen (zwei parallel nutzbar, z. B. DVI-D und HDMI) sowie LAN, WLAN und Bluetooth. Trotz der höheren Leistung wird es nur geringfügig teurer angeboten als die ursprüngliche Version des BeagleBoard, allerdings ohne Flash-Speicher.

### BeagleBone Black
Seit dem 23. April 2013 ist zum Preis von 45 US-Dollar das BeagleBone Black verfügbar. Unter anderem bietet die aktuelle Revision 512 MB RAM (LP-DDR3), einen mit 1 GHz getakteten Sitara AM3358 Arm Cortex-A8 von Texas Instruments, im Gegensatz zu seinem Vorgänger, dem vom BeagleBoard als Kompaktversion für Hardwarehacker abgeleiteten BeagleBone, einen Micro-HDMI-Anschluss und 4 GB eMMC Flash-Speicher on board. Nativ ist im eMMC Ångström-Linux installiert, das eine sofortige Inbetriebnahme des Boards ermöglicht. Das System unterstützt Android (rowboat), Ubuntu, Debian, openSUSE und Ångström, sowie mehrere weitere Betriebssysteme wie FreeBSD, OpenBSD, QNX, und Windows Embedded.
Für das BeagleBone sind unterschiedlichste Erweiterungsplatinen (Capes) verfügbar, die seinen Funktionsumfang erheblich ausbauen. Ein einzelnes Cape wird auf die zweireihige, 46 Pins umfassende Erweiterungsschnittstelle des BeagleBones aufgesteckt und bietet wiederum selbst eine entsprechende Schnittstelle zum Ausbau mit weiteren Capes. Ein BeagleBone kann gleichzeitig mit maximal vier Capes ausgebaut sein.

### BeagleCore
Am 29. Juni 2015 wurde das etwa briefmarkengroße Auflötmodul BeagleCore BCM1 angekündigt. Es vereint den CPU Texas Instruments AM335x Arm Cortex A8 mit 4 GB 8-Bit-eMMC-onboard-Flashspeicher und 512 MB DDR3-RAM in einem platzsparenden LGA-Modul, um auf dieser Basis vor allem Embedded Systeme entwickeln zu können.

### BeagleBoard-X15
Im Jahr 2016 erschien das BeagleBoard-X15 mit dem schnelleren Zweikern-Arm-Cortex-A15-SoC, 2 GiB DDR3-RAM, USB 3 und Gigabit-Ethernet-Schnittstellen.

## Vertrieb
Ursprünglich wurde das BeagleBoard ausschließlich über Digi-Key vertrieben. Mittlerweile gibt es weitere Bezugsmöglichkeiten auch in Deutschland. Mehrere Hersteller produzieren kompatible Boards.

## Eigenschaften und Liste der BeagleBoards
| Modell           | Modell           | BeagleBone Black                         | BeagleBone                              | BeagleBoard-xM                                 | BeagleBoard                              |
| ---------------- | ---------------- | ---------------------------------------- | --------------------------------------- | ---------------------------------------------- | ---------------------------------------- |
| SoC              | SoC              | AM3358/9                                 | AM3358/9                                | DM3730                                         | OMAP3530                                 |
| SoC              | CPU              | Cortex-A8 + 2 × PRU(200 MHz)             | Cortex-A8 + 2 × PRU(200 MHz)            | Cortex-A8 + 2 × PRU(200 MHz)                   | Cortex-A8 + 2 × PRU(200 MHz)             |
| SoC              | Frequenz         | 1000 MHz                                 | 720 MHz                                 | 1000 MHz                                       | 720 MHz                                  |
| SoC              | GPU              | PowerVR SGX530 (200 MHz)                 | PowerVR SGX530 (200 MHz)                | PowerVR SGX530 (200 MHz)                       | PowerVR SGX530 (200 MHz)                 |
| Speicher         | Typ              | DDR3                                     | DDR2                                    | DDR2                                           | DDR                                      |
| Speicher         | Größe            | 512 MiB                                  | 256 MiB                                 | 512 MiB                                        | 128 oder 256 MiB                         |
| USB              | USB              | 1 × USB Standard Host, 1 × USB B Mini    | 1 × USB Standard Host, 1 × USB B Mini   | 4 × USB A Host (über USB-Hub), 1 × mini AB OTG | 1 × Standard USB Host, 1 × mini AB OTG   |
| Video output     | Video output     | Micro-HDMI                               | –                                       | DVI-D, S-Video                                 | DVI-D, S-Video                           |
| Audio output     | Audio output     | Micro-HDMI                               | –                                       | 3,5 mm Klinke                                  | 3,5 mm Klinke                            |
| Onboard Speicher | Onboard Speicher | 8-bit eMMC, microSD                      | microSD                                 | microSD                                        | 256 MB NAND Flash, SD/MMC                |
| Netzwerk         | Netzwerk         | Fast Ethernet                            | Fast Ethernet                           | Fast Ethernet                                  | –                                        |
| Interfaces       | Interfaces       | UART, I²C, LCD, GPMC, MMC1, SPI          | UART, I²C, LCD, GPMC, MMC1, SPI         | UART, I²C, McBSP, DSS, PWM, McSPI, JTAG,       | UART, I²C, McBSP, DSS, PWM, McSPI, JTAG, |
| Interfaces       | Interfaces       | CAN-Bus ohne Transc., , A/D-Wandler, PWM | CAN, FTDI USB-zu-Seriell, JTAG über USB | LCD, Kamera Interface                          | –                                        |

## Ähnliche Geräte
- Arduino
- Cubieboard
- PandaBoard
- Raspberry Pi
- Banana Pi
- Intel Galileo